# Leptochroma shanxianum
Leptochroma shanxianum is een keversoort uit de familie van de boktorren (Cerambycidae). De wetenschappelijke naam van de soort werd voor het eerst geldig gepubliceerd in 2013 door Eduardo Vives Noguera.